# Adri Boon
Adri Boon (Den Haag, 4 mei 1937 – Abcoude, 30 mei 1997) was een glazenier, beeldend kunstenaar, theatermaker, gitarist en docent aan de Gerrit Rietveld Academie. Adri Boon is vooral bekend geworden als oprichter van Studio Scarabee. Hij bleef van 1969 tot 1997 verbonden als docent aan de Gerrit Rietveld Academie in Amsterdam, afdeling audiovisueel. 

## Levensloop
Adri Boon werd geboren in Den Haag. Zijn moeder overleed toen hij 1 jaar oud was, waarna zijn grootmoeder hem opvoedde. Zijn vader zag hij niet vaak, omdat die in de ambulante autohandel de kost verdiende. Door zelfstudie leerde hij zichzelf klassieke gitaar maar er was niet genoeg geld om hem degelijke muzieklessen te laten volgen. Hij volgde een driejarige cursus op de School voor Detailhandel. In 1953 werd hij toegelaten tot de Koninklijke Academie van Beeldende Kunsten in Den Haag, afdeling I. Hij behaalde de Lagere Akte Handtekenen in 1956 en zijn einddiploma in 1957.
Als twintigjarige begon hij als plateelschilder bij De Porceleyne Fles in Delft. Daarna kreeg hij een aanstelling bij een glazeniersbedrijf in Den Haag, waar hij leerde brandschilderen. In 1962 vestigde hij zich aan het pittoreske Julianahofje aan de Zwarteweg in Den Haag. Dit hofje werd bevolkt door een aantal kunstenaars, zoals de actrice Georgette Hagendoorn, de kunstschilder Theo Wolters, de actrice Ingeborg Elsevier, de beeldend kunstenaar Marijke de Wit, de beeldhouwer Auke de Vries en de kunsthistoricus Tito Cruls. In de beginperiode diende de benedenverdieping als het atelier. Later kwam er naast de schildersezel een grote glasbrandoven te staan, waarmee hij zijn opdracht voor twee muurpanelen klaar maakte. Vanaf 1965 werd deze plek het centrum voor bijeenkomsten met kunstenaars die meewerkten aan de producties van Theater Scarabee. De geluidsopnames en montages werden gemaakt op een aantal grote Revoxen. Toen het monumentale Hofje in 1985 werd afgebroken, verhuisde Adri Boon definitief naar Abcoude.

## Groepstentoonstellingen
Hij nam deel aan groepstentoonstellingen in de  Haagse Kunstkring, in Parijs en in Kopenhagen met een serie gouache en pentekeningen. Zijn grote voorbeeld was Leonardo da Vinci. In de schilderkunst liet hij zich inspireren door Piero della Francesca, Sandro Botticelli, Jean Auguste Dominique Ingres. Hij schilderde met tempera op panelen. 
Na een langdurige retraite in het klooster van Montserrat, vlak bij Barcelona, maakte hij een serie metafysische schilderijen op paneel.

## Bewogen beweging - kinetische kunst
Onder invloed van de kinetische sculptuur van Alexander Calder en George Rickey, brachten een aantal leden van de Haagse Kunstkring een tentoonstelling samen met hun eigen werk onder de titel Bewogen Beweging. Boon vervaardigde twee werken, een zogenaamd mobiele sculptuur, dat op een motortje langzaam ronddraaide en van vorm veranderde en een etalagepop met een smachtende vrouwenkop. Hij had een computer chipje ingebouwd en de toeschouwer kon via een knopje de pop laten praten. Zij sprak dan een gedicht van Bert Schierbeek uit.

## Monumentale kunst
Hij maakte een wandschildering in het Grafisch Bedrijf Van der Poort in Den Haag.

## Glazenier
In 1966 kreeg Boon een opdracht van de Haagse architecten Thunissen, Van Kranendonk en Becka voor het bejaardenhuis Favente Deo aan de Loevestijnlaan. In de entreehal van het hoofdgebouw op de achterwand ter weerszijden van de middengang vervaardigde hij twee panelen met gebrandschilderd glas van drie bij zes meter.

## Studiereizen
Met Christa van Santen maakte hij in 1964 een studiereis naar New York waar hij in aanraking kwam met het La Mama Theatre in Greenwich Village, waar Ellen Stewart experimenteerde met acteurs, beeldend kunstenaars, musici en schrijvers. Ook het Living Theatre van Julian Beck en Judith Malina. Hij zag talloze happenings.
In 1966 reisde hij met Raf Thunissen naar Caïro, waar de naam van hun theater ontstond: Theater Scarabee, later Studio Scarabee. De scarabee is bij de oude Egyptenaren het symbool van wording en groei.
Na Egypte volgden diverse studiereizen, zoals een bezoek aan de weduwe van Bertolt Brecht: Hélène Weigel in Oost-Berlijn in het Theater am Kurfürstendamm, om de techniek van de Brechtiaanse theaterdriehoek te bespreken.
Daarna Theater de Laterna Magica in Praag, waar de techniek van de befaamde lichttechnicus Jozef Svoboda werd bestudeerd.
In Londen werd in het Toy Museum kennisgenomen van de mechanische mogelijkheden voor een portable theater.

## Theater- en filmmaker
Adri Boon begint in 1965 met het maken van theaterspektakels. Hij brengt een nieuwe vorm van theater. In een interview met R. Engelander in het NRC Handelsblad in 1977 ("Adri Boon na tien jaar Scarabee: als ik luister denk ik dat ik werk") zegt hij hier zelf over: "In het literaire theater zit een bepaalde spanning die wordt bepaald door de tekst, door het gegeven, door de manier waarop het wordt gebracht. Ons uitgangspunt is in de eerste plaats een visuele spanning, vergelijkbaar met wat in een schilderij of een beeldhouwwerk gebeurt. Wij halen de hiërarchie van de kunstdisciplines omver door muziek, beeld, tekst, decor, beweging en licht en de acteurs gelijkwaardig te behandelen."